# 노르웨이어 사투리

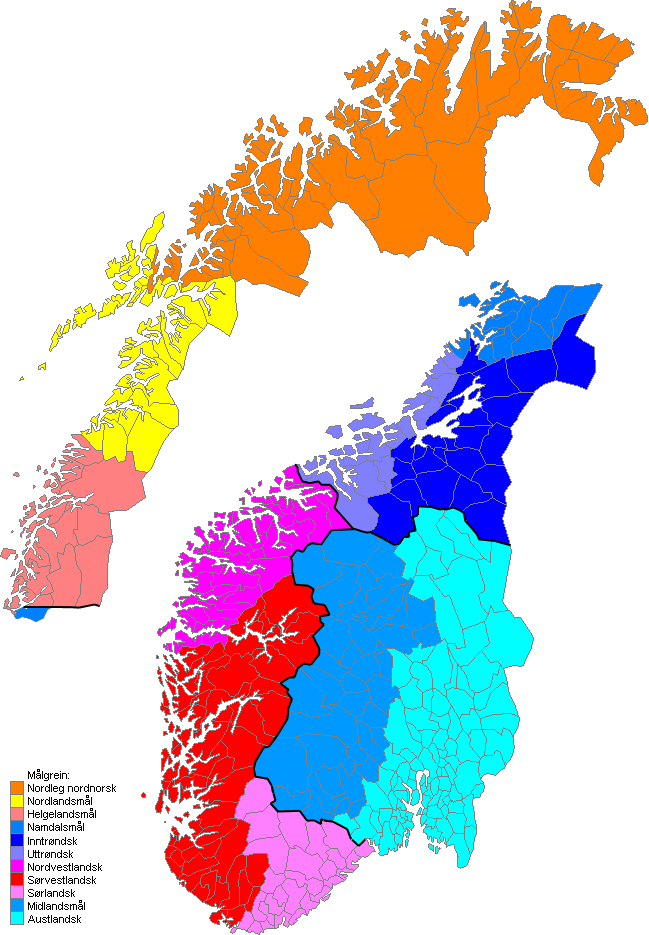
이 지도는 주요 집단 내에서 노르웨이 사투리의 구분을 보여준다.

노르웨이어 사투리(dialekter/ar)는 일반적으로 '북부 노르웨이어'(nordnorsk), '중부 노르웨이어'(trøndersk), '서부 노르웨이어'(vestlandsk), '동부 노르웨이어'(østnorsk)의 네 가지 주요 집단으로 나뉜다. 때로는 '중부 노르웨이어'(midlandsmål) 및 '남부 노르웨이어'(sørlandsk)가 다섯 번째 또는 여섯 번째 집단으로 간주된다.

## 같이 보기
- 노르웨이어

- 보크몰
- 뉘노르스크
- 릭스몰
- 회위노르스크

- 코노트 아일랜드어
- 듀오링고
- 사투리